# マニパル高等教育アカデミー
マニパル高等教育アカデミー（マニパルこうとうきょういくアカデミー Manipal Academy of Higher Education、略称MAHE）は、インドのカルナータカ州マニパルにある私立総合研究型大学である。通称マニパル大学。

## 歴史
1953年にT・M・A・パイ(Tonse Madhava Ananth Pai)博士がインドで最初の私立医科大学としてカスターバ医科大学を創設し、その後、科学・技術系としてマニパル工科大学を設立した。2000年に複数の学術関係機関に組み入れられ、マニパル高等教育アカデミー(MAHE)が形成された。2007年にマニパル大学に改名後、2017年に再度、現在の名称になった。

## 学部
- 科学・技術・経営学部
- 人文科学・教養・社会科学部
- 健康科学部
- 医学部
- 歯学部
- 看護学部

学生数は約28,000人程度であり、QS世界大学ランキング2022で751-800位、同QSアジア大学ランキング2022で194位（インド国内の私立大学2位）であった。インドの私立大学ではトップクラスであり、著名な卒業生として、IT業界のグローバル企業であるマイクロソフトCEOを務めるサティア・ナデラなどがいる。

## 日本の学生交流協定校
- 東京医科歯科大学
- 明治大学
- 大阪工業大学
- 広島大学
- 九州工業大学
- 熊本大学